# Bart Defoort

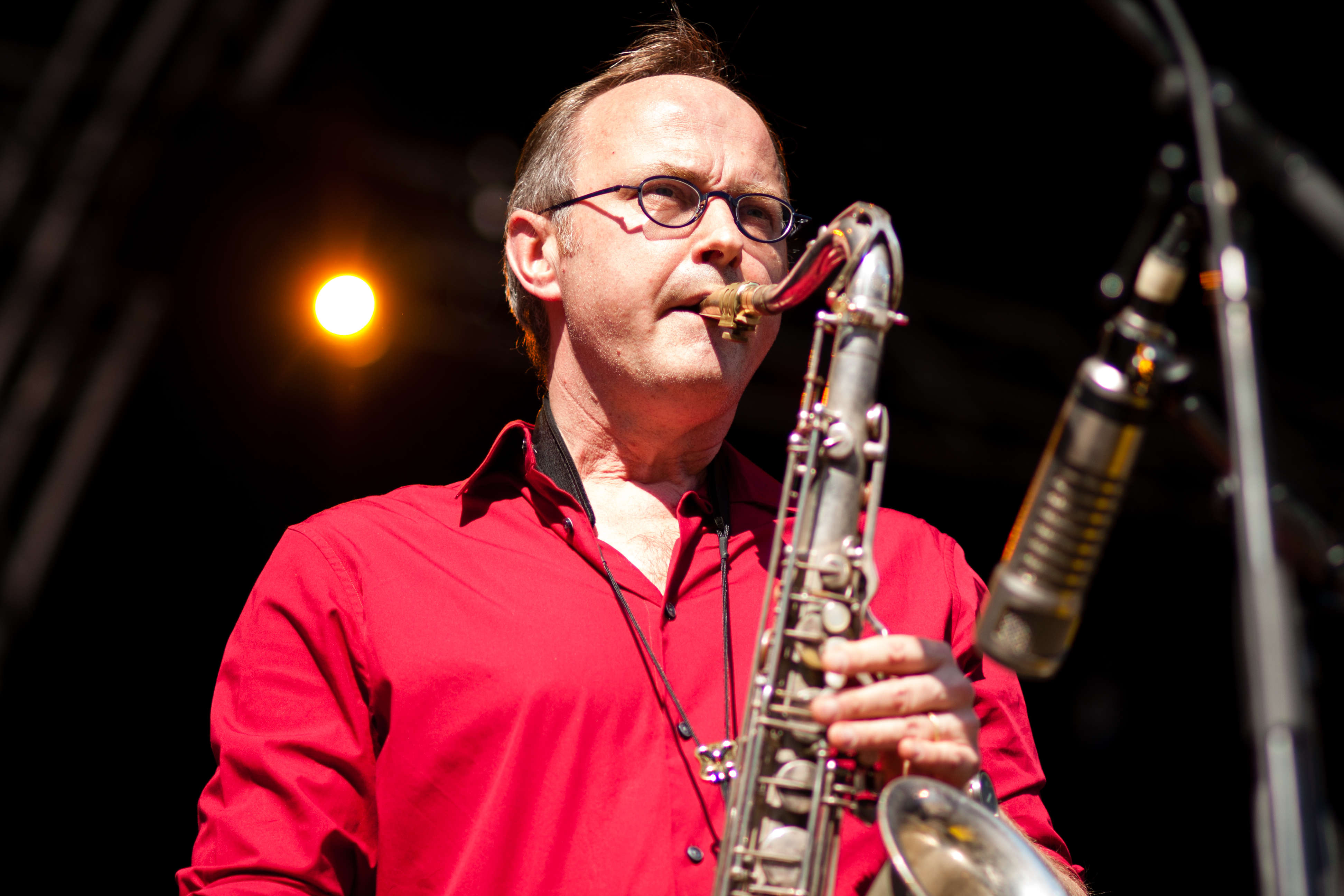
Bart Defoort op de Brussels Jazz Marathon in 2012

Bart Defoort (Brugge, 10 februari 1964) is een Belgisch componist en jazzmuzikant die optreedt met eigen orkesten en als tenorsaxofonist verbonden is aan het bigbandorkest Brussels Jazz Orchestra. Defoort speelt ook sopraansaxofoon en klarinet.

## Leven en carrière
Bart Defoort komt uit een muzikale familie. Zijn vader is een klassiek muzikant, zijn broer Kris Defoort is jazzcomponist en pianist. Bart studeerde aan het Brussels Conservatorium bij Steve Houben en volgde masterclasses bij John Ruocco, Joe Lovano en Dave Holland.
Tussen 1982 en 1986, tijdens zijn studie aan het Conservatorium, speelde hij in een aantal muzikale theaterstukken en avantgarde-projecten zoals Bl!ndman Sax Quartet en Fred Van Hove WIM orchestra, en deed intussen veel ervaring op door het meespelen in talrijke jamsessies.
Defoort is zeer actief in de jazzscene sinds 1985. Hij was leider van verschillende "Quartets" en "Quintets", waarmee hij op grote nationale festivals als Jazz Middelheim en Jazz à Liège speelde. Hij nam vier cd's op als leider, met voornamelijk eigen composities.
Als sideman speelde hij in Europa, in India (met Amit Heri en het Karnataka College of Percussion), Canada, VS en China. Hij is lid van het Brussels Jazz Orchestra (BJO) sinds de oprichting in 1993. Met dit orkest toert hij internationaal, maakt hij opnames en speelt hij de muziek van en met Bert Joris, Frank Vaganée, Maria Schneider, Toots Thielemans, Kenny Werner, Dave Liebman, Bob Mintzer, Tom Harrell, Bill Hollman, Lee Konitz, Philip Catherine, Kenny Wheeler en anderen.

## Orkesten
Als leider:
- Bart Defoort / Emanuele Cisi Quintet
- Jazzhood
- Bart Defoort quartet

Als sideman:
- Brussels Jazz Orchestra
- Bart Quartier Quintet
- Silent Song Sextet
- The Belgium Swingjazz Orchestra

## Discografie
Als leader en co-leader:
- Bart Defoort Quartet: Sharing stories on our journey (W.E.R.F., 2008)
- Albimoor/ Isbin/ B. & K. Defoort/ Dossche/ Vermeulen/ De Nolf/ Vanhaverbeke: Lexicon van de muziek in West-Vlaanderen 3 (LM, 2005)
- Diederik Wissels / Bart Defoort: The Lizard Game (W.E.R.F., 2003)
- Diederik Wissels / Bart Defoort: "Streams" (Igloo, 2001)
- Bart Defoort Quartet: Moving (W.E.R.F., 1997)